# 埃克托尔·门德斯
埃克托尔·门德斯（西班牙語：Héctor Méndez，1897年8月1日—1977年12月13日），生于布宜诺斯艾利斯，阿根廷男子拳击运动员。他曾代表阿根廷参加1924年夏季奥林匹克运动会拳击比赛，获得一枚银牌。